# Pierre Lavoie
Pour les articles homonymes, voir Lavoie.
Pierre Lavoie, né le 17 décembre 1963 à L'Anse-Saint-Jean, est un triathlète amateur canadien, originaire de la province de Québec, spécialiste de la distance Ironman. C'est le cofondateur du Grand défi Pierre Lavoie, évènement sportif et médiatique dédié à la recherche sur l’acidose lactique et à l'incitation aux pratiques sportives. Il a été fait chevalier de l’Ordre national du Québec et membre de l'Ordre du Canada.

## Biographie

### Carrière sportive amateur
Pierre Lavoie court son premier triathlon, auquel il finit avant-dernier, en 1989. Trois ans plus tard, il achève son premier Ironman, en tête toutes catégories confondues, sur le tracé de Montréal en 9 h 22 min 52 s.
Il compte plusieurs participations à l'Ironman de Kona (Hawaï) dans la catégorie amateur. Il finit premier dans sa classe d'âge en 1996, 2004 et 2005.
En 2005, il bat le record du monde de la distance dans la catégorie 40-45 ans, avec un temps de 9 h 2 min 25 s, le plaçant à la 52e position du classement final sur près de 1 750 participants.
En 2013, à l'âge de 51 ans, Pierre Lavoie décide d'arrêter la pratique du triathlon afin de se concentrer sur ses activités sociales. Il termine une dernière fois l'Ironman de Kona avec pour objectif de battre le record du monde de la catégorie des 50-55 ans, ce qu'il réalise mais ne finissant que deuxième de sa catégorie.

### Vie privée
Il réside dans la région du Saguenay–Lac-Saint-Jean au Québec, avec sa conjointe Lynne Routhier. Deux de ses quatre enfants ont succombé à l'acidose lactique : Laurie (1993-1997) et Raphaël (1998-1999), tandis que Bruno-Pierre (né en 1991) et Joly-Ann (née en 2004) ne sont pas touchés par la maladie. Les qualités de persévérance et de discipline nécessaires sur les courses Ironman l'ont aidé à surmonter le décès de ses deux enfants.
Ses engagements vis-à-vis des jeunes quant à leur santé physique et leurs pratiques sportives, notamment à la suite de la perte de ses deux enfants, lui ont valu plusieurs distinctions. Il a été nommé docteur honoris causa de l’Université du Québec à Chicoutimi et de l’Université de Sherbrooke,, et a reçu entre-temps la médaille d'honneur de la Faculté de médecine de l'Université de Montréal, « en reconnaissance de son rôle dans de nombreux projets de prévention des maladies et de soutien à la recherche ».

### Engagement social

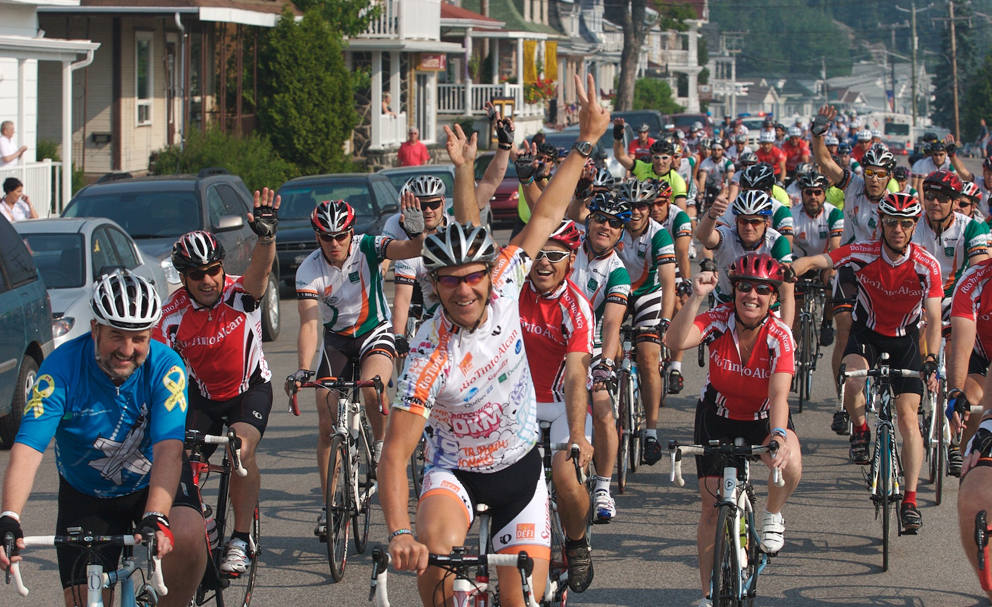
Peloton de cyclistes mené par Pierre Lavoie lors du Grand défi de 2010.

En 1999, Pierre Lavoie lance le Défi Pierre Lavoie dans  le but de sensibiliser les habitants du Saguenay–Lac-Saint-Jean à l'acidose lactique et de recueillir des fonds pour la recherche. Il sillonne cette région à vélo et cumule 650 km parcourus en 24 heures. L'événement s'avère un tel succès qu'il le répète en 2000, 2002 et 2005. Les quatre premières éditions permettent de récolter environ 1 200 000 $.
Voyant l'engouement des jeunes envers ce qu'il fait, Pierre Lavoie lance l'opération Fais ton kilomètre avec Pierre au cours de l'édition 2005. Cette activité permet aux jeunes de rouler un kilomètre avec Pierre Lavoie lorsqu'il passe dans leur communauté. Il est nécessaire aux jeunes d'inscrire leur école et de s'exercer pour participer. Au total, c'est 6300 jeunes de 40 écoles qui y ont pris part.
L'idée du Grand défi Pierre Lavoie surgit de la rencontre entre Pierre Lavoie et Germain Thibault, un réalisateur de Radio-Canada, durant l'Ironman d'Hawaï en 1999. Les deux hommes ont à cœur la santé des jeunes. Ils veulent faire du Défi Pierre Lavoie un événement majeur qui fait bouger les enfants. Le projet se concrétise en 2008 et s'appelle dorénavant le Grand défi Pierre Lavoie,,.
En 2012, le Grand défi consiste en une course à relais entre Québec et Montréal par 21 écoles canadiennes du secondaire.
Pierre Lavoie est porte-parole de Coramh (corporation de recherches et d'actions sur les maladies héréditaires) de 2003 à 2010 puis gouverneur, ainsi que président de l'Association de l'acidose lactique et fondateur du club cycliste acidose lactique (10-17 ans).
En 2017, Pierre Lavoie, avec Ricardo Larrivée et  Pierre Thibault, sont sollicités par le ministre libéral de l’Éducation Sébastien Proulx, pour réfléchir à concevoir de nouvelles écoles, les Lab-École.

## Palmarès
Le tableau suivant présente les résultats les plus significatifs (podiums) obtenus sur le circuit international d'Ironman.
| Année | Compétition                                                      | Lieu    | Position           | Temps               |
| ----- | ---------------------------------------------------------------- | ------- | ------------------ | ------------------- |
| 2013  | Championnat du monde Ironman à Kailua-Kona (catégorie 50-54 ans) | Hawaï   |                    |                     |
| 2010  | Championnat du monde Ironman à Kailua-Kona (catégorie 45-49 ans) | Hawaï   |                    | 9 h 26 min 3 s      |
| 2007  | Ironman USA                                                      | Floride | Médaille d'argent  |                     |
| 2005  | Ironman USA                                                      | Floride | Médaille de bronze |                     |
| 2005  | Championnat du monde Ironman à Kailua-Kona (catégorie 40-44 ans) | Hawaï   |                    | 9 h 2 min 25 s (RM) |
| 1992  | Ironman Montréal                                                 | Canada  |                    | 9 h 22 min 52 s     |

## Distinctions honorifiques
- 2021 - Docteur honoris causa en science de la santé de l’Université d’Ottawa[réf. nécessaire]
- 2015 - Docteur honoris causa en sciences de l'activité physique de l'Université de Sherbrooke[6]
- 2012 -  Membre de l’Ordre du Canada[16]
- 2011 - Médaille d'honneur de la Faculté de médecine de l'université de Montréal[8]
- 2011 - Médaille d'honneur de l'Assemblée nationale[17]
- 2010 - Docteur honoris causa de l'Université du Québec à Chicoutimi[5]
- 2009 - Personnalité de l'année, catégorie « courage, humanisme et accomplissement personnel », lors de la Soirée Excellence La Presse/Radio-Canada[14]
- 2007 - Citoyen de l'année, nommé par le Reader's Digest[9]
- 2006 -  Titre de Chevalier de l’Ordre national du Québec[18]
- 2005 - Membre de l’Ordre des 21, organisme composé de 21 personnes méritantes du Saguenay–Lac-Saint-Jean[14]
- 2005 - Personnalité de l’année, catégorie « Humanisme, courage et accomplissement », lors de la Soirée Excellence La Presse/Radio-Canada[14]
- 2005 - Médaille du service méritoire du Gouverneur général du Canada[19]